# ستيفن فاريل
ستيفن فاريل (بالإنجليزية: Stephen Farrell)‏ (8 مارس 1973 في المملكة المتحدة - ) هو لاعب كرة قدم بريطاني في مركز الدفاع. لعب مع ستوك سيتي ونادي سانت ميرين ونادي كيلمارنوك ونادي سترنرير ‏ ونادي ستنهاوسموير وCumnock Juniors F.C. ‏ وجلينفتون أثلتيك ‏ وإيرفين ميدو XI ‏ وKilwinning Rangers F.C. ‏.

## وصلات خارجية
- ستيفن فاريل على موقع Soccerbase.com (لاعب) (الإنجليزية)